# Будинок на вулиці Гірничих інженерів, 44
Адміністративний будинок (перший п'ятиповерховий будинок у місті) — відкритий в 1940 р., архітектор Михайлов, інститут «Гіпровуз». Споруда знаходиться по вулиці Гірничих інженерів, 44, у Центрально-Міському районі.

## Історія
4 жовтня 1922 року розпочав роботу Криворізький вечірній робітничий технікум, що знаходився неподалік від станції Вечірній Кут. В 1929 р. технікум було перетворено у вечірній робітничий інститут, у 1931 р. — у Криворізький гірничорудний інститут, перший вищий навчальний заклад на Криворіжжі. У зв'язку з розширенням закладу по вулиці Пушкінській (нині Гірничих інженерів) було збудовано дві споруди: у 1930—1932 рр. — навчальний корпус гірничорудного інституту (нинішній Гірничий факультет КНУ), у 1940 р. — ця будівля — так званий «лабораторний корпус», у якому діяв залізорудний робфак. Останній був першим п'ятиповерховим будинком у місті, та був побудований за авторським проектом архітектора Михайлова, Московський інститут «Гіпровуз».
Колишній лабораторний корпус — сучасний адміністративний будинок ДВНЗ Криворізький національний університет — знаходиться у Центрально-Міському районі по вулиці Гірничих інженерів, 44.
Відповідно до розпорядження голови Дніпропетровської державної адміністрації від 12.04.1996 р. № 158-р адміністративний будинок (перший п'ятиповерховий будинок у місті) є пам'яткою архітектури місцевого значення міста Кривий Ріг з охоронним номером 127.